# Serranus chionaraia
Serranus chionaraia es una especie de peces de la familia Serranidae en el orden de los Perciformes.

## Morfología
Los machos pueden llegar alcanzar los 5 cm de longitud total.

## Distribución geográfica
Se encuentra desde el sur de Florida hasta el norte del Caribe.